# Benfica (Lisboa)
Benfica é uma freguesia portuguesa do município de Lisboa, pertencente à Zona Norte da capital, com 8,03 km² de área e 35 362 habitantes (censo de 2021). A sua densidade populacional é 4 403,7 hab./km².
Benfica engloba cerca de dois terços do grande "pulmão verde" da capital portuguesa, o Parque Florestal de Monsanto.

## Demografia
A população registada nos censos foi:
| Distribuição da População por Grupos Etários | Distribuição da População por Grupos Etários | Distribuição da População por Grupos Etários | Distribuição da População por Grupos Etários | Distribuição da População por Grupos Etários |
| -------------------------------------------- | -------------------------------------------- | -------------------------------------------- | -------------------------------------------- | -------------------------------------------- |
| Ano                                          | 0-14 Anos                                    | 15-24 Anos                                   | 25-64 Anos                                   | > 65 Anos                                    |
| 2001                                         | 4320                                         | 5214                                         | 23084                                        | 8750                                         |
| 2011                                         | 4062                                         | 3380                                         | 18725                                        | 10654                                        |
| 2021                                         | 4101                                         | 3193                                         | 17593                                        | 10475                                        |

Nota: Nos anos de 1864 a 1878 pertencia ao concelho de Belém, extinto por lei de 18/07/1885. No censo de 1890 figura Benfica (intra-muros) no concelho de Lisboa e Benfica (extra-muros) no concelho de Oeiras. Os seus limites foram fixados pela Lei n.º 56/2012, de 8 de novembro.

## História
Benfica começou por ser uma aldeia de camponeses da região saloia. Com eles também algumas ordens religiosas se instalaram no território.
No século XV foi promovida a sede de julgado do Termo de Lisboa, sendo-lhe concedidos dois juízes privativos. Foi também nessa altura que se fixaram três importantes Irmandades: Nossa Senhora do Amparo, Santo António e São Sebastião.
No século XVIII começou a registar-se uma forte atracção de novas classes abastadas, seduzidas pela paisagem, que se instalam em quintas.
No século XIX aparecem as ligações com transportes públicos e assiste-se ao crescimento exponencial da cidade.
Com a extinção do Termo de Lisboa em 1852, o território de Benfica é primeiro integrado no novo concelho de Belém e, mais tarde, em 1886, é dividido. A parte exterior à nova Estrada da Circunvalação de Lisboa é integrada em Oeiras (como Benfica (Extramuros), sendo actualmente o núcleo do concelho da Amadora) e a parte interior é integrada em Lisboa, dando origem à actual freguesia.
A cidade de Lisboa continuou a crescer velozmente, o que se refletiu na crescente urbanização da freguesia. Da década de 1950 até à década de 1990 do século XX, a população triplicou de 17 843 habitantes para cerca de 50 000 habitantes.
Em 1959 o território divide-se novamente e dá origem à freguesia de São Domingos de Benfica.
Mais recentemente, a par da crescente edificação assiste-se ao decréscimo da população residente, não só pelo envelhecimento mas também pela migração dos habitantes mais jovens para a periferia.

## Património e locais de Interesse
A maioria dos monumentos em Benfica que não foram destruídos pela expansão urbanística, são das quintas de Benfica. Alguns desses monumentos, como a Quinta da Granja ou a Vila Ana encontravam-se, no início de 2008, à espera de obras de recuperação ou preservação.
Entre outros, destacam-se os seguintes elementos:
- Igreja de Nossa Senhora do Amparo, na Estrada de Benfica;
- Igreja do Calhariz, na zona conhecida pelo mesmo nome;
- Parque Silva Porto (ou Mata de Benfica), no Bairro de Santa Cruz;
- Portas de Benfica, no limite da freguesia de Benfica da freguesia da Venda Nova, na cidade da Amadora.
- Quinta do Peres, na Travessa Francisco Resende, no limite de Monsanto;
- Quinta da Granja, junto ao estádio do Benfica;
- Retiro do Bom Pastor, propriedade do Patriarcado de Lisboa;
- Aqueduto das Águas Livres, paralelo à Linha de Sintra;
  - Chafariz de Benfica, na Estrada de Benfica, junto à igreja de Nossa Senhora do Amparo;
  - Chafariz da Buraca, na Rua da Buraca;
- Vila Ana e Vila Ventura, na Estrada de Benfica;
- Vila Simões,

Outros locais de Interesse e Relevância para a freguesia:
- Clube de Futebol de Benfica, conhecido como o "Fófó", junto ao Parque Silva Porto;
- Igreja de Nossa Senhora das Descobertas, no Centro Comercial Colombo;
- Mercado de Benfica, junto à Estrada de Benfica;
- Instituto Politécnico de Lisboa, com a Escola Superior de Educação, a Escola Superior de Comunicação Social e a Escola Superior de Música;
- Cemitério de Benfica;
- Estação de Comboios de Benfica;
- Centro Cultural de Benfica, Auditório Carlos Paredes e Pavilhão Gimnodesportivo, no edifício da Junta de Freguesia;
- Embaixada do México, à entrada de Monsanto;
- Agência Lusa;
- Quartel dos Bombeiros Sapadores de Lisboa, junto à Segunda Circular.
- Centro Comercial Colombo, junto ao estadio do Benfica, dispondo de mais de 400 lojas e de um jardim

## Origem do topónimo
Sobre a origem do nome "Benfica" existem diversas versões de duvidosa veracidade. Fernão Lopes, na sua Crónica de el-rei D. Pedro I (Capítulo IX) descreve assim a origem do termo:
"…Maria Rousada, mulher casada com seu marido, que dormira com ela por força antes de a receber por mulher, ao que então chamavam, "Rousar" e depois "Forçar" (violar) por a qual cousa ele merecia morte se ela lhe não perdoasse. E tendo já dela filhos, viviam ambos muito contentes, e em grande bem querença e ouvindo-a El-Rey chamar por tal nome, perguntou porque lho chamavam? E soube da sorte como tudo fora, e que se avieram que casassem ambos por tal feito não vir mais a público. El-Rey por cumprir justiça mandou-o logo enforcar, e ia a mulher e os filhos carpindo atrás dele com grande lastimança, mas não lhe valeu. (Dizem que isto sucedeu no Termo de Lisboa, no Lugar de Bemfica, e que dizendo os que acompanhavam El-Rey, que a mulher ficava mal, respondeu El-Rey: Bem fica, e casando-a depois com outro lhe deu com que passar; e que celebrando-se a acção del Rey ficara este nome ao Lugar, que dantes tinha outro, porque as palavras dos Príncipes, ditas com discrição, ficam em Provérbios, e quase em Leis, e Ordenações."
Segundo Adalberto Alves, no seu Dicionário de Arabismos da Língua Portuguesa, a origem do topónimo Benfica é a expressão árabe ben fiqa, (filho da mulher alta).

## Arruamentos

Ajustes, ocorridos em 2012, aos limites da freguesia de Benfica.

A freguesia de Benfica foi uma das mantidas aquando da reorganização administrativa da cidade de Lisboa, sofrendo apenas pequenos ajustes nos limites com as freguesias vizinhas.
A freguesia contém 184 arruamentos. São eles:
- Adro da Igreja
- Alameda Manuel Ricardo Espírito Santo[nota 1]
- Alameda Padre Álvaro Proença
- Alto da Boavista
- Avenida Calouste Gulbenkian[nota 2]
- Avenida do Colégio Militar[nota 3]
- Avenida do Uruguai
- Avenida dos Condes de Carnide[nota 3]
- Avenida Eusébio da Silva Ferreira[nota 4]
- Avenida General Correia Barreto[nota 5]
- Avenida General Norton de Matos[nota 6]
- Avenida Gomes Pereira
- Avenida Grão Vasco
- Avenida Lusíada[nota 7]
- Avenida Marechal Teixeira Rebelo[nota 3]
- Beco do Vintém das Escolas
- Beco Pato Moniz
- Calçada do Tojal
- Caminho da Feiteira
- Caminho Velho do Outeiro
- Estrada da Buraca
- Estrada da Circunvalação[nota 8]
- Estrada da Portela
- Estrada das Garridas
- Estrada de A-da-Maia
- Estrada de Benfica[nota 5]
- Estrada de Monsanto
- Estrada de Queluz[nota 9]
- Estrada do Calhariz de Benfica
- Estrada do Poço do Chão[nota 3]
- Estrada dos Arneiros
- Jardim Ferreira de Mira
- Largo da Cruz da Era
- Largo da Igreja
- Largo da Revista Militar[nota 3]
- Largo das Garridas
- Largo de Curvo Semedo
- Largo do General Sousa Brandão
- Largo Ernesto da Silva
- Largo Ernesto Soares
- Largo Mário Cura Mariano
- Largo Rainha Santa Isabel
- Parque Silva Porto
- Praça António Baião
- Praça Artur Portela
- Praça Dr. Nuno Pinheiro Torres
- Praça Dr.  Teixeira de Aragão
- Praça Laranjo Coelho
- Praça Professor Santos Andrea
- Praceta Maestro Ivo Cruz
- Rotunda de Pina Manique
- Rua Abel Manta
- Rua Actor Alves da Cunha
- Rua Actor Estêvão Amarante
- Rua Actor Nascimento Fernandes
- Rua Actor Robles Monteiro
- Rua Actor Vasco Santana
- Rua Actriz Adelina Abranches
- Rua Actriz Maria Matos
- Rua Albino Sousa Cruz
- Rua Alfredo Pimenta
- Rua Almirante Campos Rodrigues
- Rua Amélia Rey Colaço
- Rua André de Resende
- Rua António Pinho
- Rua Armando Vieira Santos
- Rua Ary dos Santos
- Rua Augusto Costa (Costinha)
- Rua Aura Abranches
- Rua Baldaque da Silva
- Rua Barroso Lopes
- Rua Beata Ascensão Nicol
- Rua Brazão Farinha
- Rua Carolina Michaelis de Vasconcelos[nota 1]
- Rua Cidade de Cacheu
- Rua Cláudio Nunes
- Rua Comandante Augusto Cardoso
- Rua Comandante Enrique Maya
- Rua Coronel Campos Gonzaga
- Rua Coronel Santos Pedroso
- Rua D. António Caetano de Sousa
- Rua da Buraca
- Rua da Casquilha
- Rua da Quinta do Charquinho
- Rua da República da Bolívia
- Rua da República Peruana
- Rua da Venezuela
- Rua da Vila de São Martinho
- Rua das Acácias
- Rua das Azáleas
- Rua das Begónias
- Rua das Buganvílias
- Rua das Garridas
- Rua das Magnólias
- Rua das Pedralvas
- Rua de Emília das Neves
- Rua de Nossa Senhora do Amparo
- Rua do Azevinho
- Rua do Bom Pastor
- Rua do Parque
- Rua dos Arneiros
- Rua Dr. Cunha Seixas
- Rua Dr. Figueiredo
- Rua Dr. João Couto
- Rua Dr. João de Barros
- Rua Dr. Joaquim Manso
- Rua Dr. José Alberto de Faria
- Rua Dr. José Baptista de Sousa
- Rua Dr. Pereira Bernardes
- Rua Dr. Rafael Duque
- Rua Eduardo Schwalbach
- Rua Elvira Velez
- Rua Engº Nobre Guedes
- Rua Engº Paulo de Barros
- Rua Ernesto da Silva
- Rua Fernanda Botelho
- Rua Frei António Brandão
- Rua Frei Bernardo de Brito
- Rua Galileu Galilei[nota 3]
- Rua General Morais Sarmento
- Rua Helena de Aragão
- Rua Irene Lisboa
- Rua Issan Sartawi
- Rua Jaime Batalha Reis
- Rua Jaime Brasil
- Rua João Baptista Ribeiro
- Rua João Frederico Ludovice
- Rua João Ortigão Ramos
- Rua Joaquim Paço d'Arcos
- Rua Jorge Barradas
- Rua José Augusto Seabra
- Rua José da Purificação Chaves
- Rua José dos Santos Pereira
- Rua José Marinho
- Rua José Rodrigues Miguéis
- Rua José Simões
- Rua Julião Quintinha
- Rua Júlio Vaz Júnior
- Rua Lucília Simões
- Rua Maestro Raul Ferrão
- Rua Maia Ataíde
- Rua Manuel Correia Gomes
- Rua Manuel Múrias
- Rua Maria Lalande
- Rua Maria Lamas
- Rua Maria Pimentel Montenegro
- Rua Maria Violante Vieira
- Rua Mestre Lima de Freitas
- Rua Mirita Casimiro
- Rua Moreira de Almeida
- Rua Nina Marques Pereira
- Rua Olivério Serpa
- Rua Padre Domingos Maurício dos Santos[nota 2]
- Rua Paulo Renato
- Rua Paz dos Reis
- Rua Perez Fernandez
- Rua Pery de Linde
- Rua Principado de Andorra
- Rua Prof. Jorge da Silva Horta
- Rua Prof. José Sebastião e Silva
- Rua Professor Santos Lucas
- Rua Rainha Dona Brites
- Rua Rainha Dona Catarina
- Rua Rogério Amaral
- Rua Tenente Coronel Ribeiro dos Reis[nota 1]
- Rua Tomás de Figueiredo
- Rua Vasco Botelho do Amaral
- Rua 2 (Bairro da Quinta das Pedralvas)
- Rua 3 (Bairro da Quinta das Pedralvas)
- Rua 4 (Bairro da Quinta das Pedralvas)
- Rua 5 (Bairro da Quinta das Pedralvas)
- Rua 6 (Bairro da Quinta das Pedralvas)
- Rua 7 (Bairro da Quinta das Pedralvas)
- Travessa Abade Pais
- Travessa da Cruz da Era
- Travessa da Granja
- Travessa de Francisco Rezende
- Travessa de José Agostinho de Macedo
- Travessa do Açougue em Benfica
- Travessa do Rio
- Travessa do Sargento Abílio
- Travessa do Vintém das Escolas
- Travessa Marques Lésbio
- Travessa Miguel Verdial

## Sede e Delegações da Junta de Freguesia
- Sede — Avenida Gomes Pereira, 17
- Delegação do Bairro da Boavista — Rua Rainha Dona Brites — Centro Social e Polivalente, 1.º andar